# Virginiahalvøen
Virginiahalvøen er en halvø i det sydøstlige Virginia i USA, afgrænset af York River, James River, Hampton Roads, og Chesapeake Bay. Normalt regner man følgende til at ligge på halvøen James City County, York County, og byerne Williamsburg, Poquoson, Hampton, og Newport News.
Halvøen er rig på amerikansk historie fra tiden som en britisk koloni. Den første permanente engelske bosættelse fandt sted i 1607 i Jamestown. Virginias første hovedstad var i Williamsburg, hvor en stor del af det historiske centrum er blevet genopbygget. Det afgørende slag i den amerikanske revolution, slaget ved Yorktown i 1781, fandt sted på halvøen.
I 1862 under den amerikanske borgerkrig invaderede Nordstaternes hær halvøen i deres forsøg på at indtage Richmond.
37°04′47″N 76°24′23″V / 37.079833333333°N 76.40625°V